# Primera División de Uruguay 1932
Liga Profesional de Primera División 1932 var den 29:e säsongen av Uruguays högstaliga i fotboll, och första säsongen som ligan spelades på professionell nivå. Ligan spelades som ett seriespel där samtliga lag mötte varandra vid tre tillfällen. Totalt spelades 135 matcher med 397 gjorda mål.
Peñarol vann sin elfte titel som uruguayanska mästare.

## Deltagande lag
10 lag deltog i mästerskapet, samtliga från Montevideo. Capurro och Olimpia slogs samman inför säsongen och bildade River Plate, den 11 maj 1932.

## Poängtabell
| Nr | Lag                  | S  | V  | O | F  | GM | IM | MS  | P  |
| -- | -------------------- | -- | -- | - | -- | -- | -- | --- | -- |
| 1  | Peñarol              | 27 | 17 | 6 | 4  | 54 | 26 | +28 | 40 |
| 2  | Rampla Juniors       | 27 | 14 | 7 | 6  | 66 | 32 | +34 | 35 |
| 3  | Nacional             | 27 | 13 | 6 | 8  | 49 | 34 | +15 | 32 |
| 4  | CA Defensor          | 27 | 12 | 7 | 8  | 51 | 41 | +10 | 31 |
| 5  | Montevideo Wanderers | 27 | 12 | 6 | 9  | 33 | 31 | +2  | 30 |
| 6  | River Plate          | 27 | 12 | 3 | 12 | 37 | 42 | −5  | 27 |
| 7  | Central FC           | 27 | 9  | 6 | 12 | 32 | 46 | −14 | 24 |
| 8  | Bella Vista          | 27 | 8  | 7 | 12 | 30 | 35 | −5  | 23 |
| 9  | Sud América          | 27 | 7  | 6 | 14 | 28 | 47 | −19 | 20 |
| 10 | Racing Club          | 27 | 2  | 4 | 21 | 17 | 63 | −46 | 8  |

## Resultat
| Omgång 1             | Omgång 1 | Omgång 1       |
| -------------------- | -------- | -------------- |
| Lag 1                | Resultat | Lag 2          |
| Peñarol              | 1 – 1    | River Plate    |
| Montevideo Wanderers | 3 – 0    | Racing Club    |
| Defensor             | 2 – 1    | Bella Vista    |
| Nacional             | 2 – 0    | Sud América    |
| Central              | 1 – 0    | Rampla Juniors |

| Omgång 2             | Omgång 2 | Omgång 2    |
| -------------------- | -------- | ----------- |
| Lag 1                | Resultat | Lag 2       |
| Nacional             | 3 – 3    | River Plate |
| Montevideo Wanderers | 1 – 1    | Central     |
| Peñarol              | 4 – 0    | Sud América |
| Rampla Juniors       | 3 – 1    | Bella Vista |
| Defensor             | 6 – 0    | Racing Club |

| Omgång 3             | Omgång 3 | Omgång 3       |
| -------------------- | -------- | -------------- |
| Lag 1                | Resultat | Lag 2          |
| Montevideo Wanderers | 2 – 0    | Sud América    |
| Racing Club          | 3 – 0    | Nacional       |
| River Plate          | 3 – 1    | Bella Vista    |
| Defensor             | 2 – 2    | Rampla Juniors |
| Peñarol              | 2 – 1    | Central        |

| Omgång 4    | Omgång 4 | Omgång 4             |
| ----------- | -------- | -------------------- |
| Lag 1       | Resultat | Lag 2                |
| Peñarol     | 1 – 1    | Rampla Juniors       |
| Defensor    | 3 – 0    | River Plate          |
| Bella Vista | 2 – 1    | Racing Club          |
| Nacional    | 3 – 1    | Montevideo Wanderers |
| Central     | 1 – 0    | Sud América          |

| Omgång 5       | Omgång 5 | Omgång 5             |
| -------------- | -------- | -------------------- |
| Lag 1          | Resultat | Lag 2                |
| Nacional       | 4 – 2    | Central              |
| Rampla Juniors | 7 – 0    | Sud América          |
| Peñarol        | 2 – 0    | Bella Vista          |
| River Plate    | 4 – 3    | Racing Club          |
| Defensor       | 2 – 1    | Montevideo Wanderers |

| Omgång 6             | Omgång 6 | Omgång 6       |
| -------------------- | -------- | -------------- |
| Lag 1                | Resultat | Lag 2          |
| Peñarol              | 4 – 1    | Racing Club    |
| Bella Vista          | 1 – 1    | Sud América    |
| Nacional             | 1 – 1    | Defensor       |
| Montevideo Wanderers | 0 – 0    | Rampla Juniors |
| River Plate          | 2 – 0    | Central        |

| Omgång 7       | Omgång 7 | Omgång 7             |
| -------------- | -------- | -------------------- |
| Lag 1          | Resultat | Lag 2                |
| Peñarol        | 3 – 2    | Montevideo Wanderers |
| Central        | 2 – 0    | Defensor             |
| Rampla Juniors | 2 – 1    | Racing Club          |
| Nacional       | 3 – 0    | Bella Vista          |
| River Plate    | 2 – 1    | Sud América          |

| Omgång 8       | Omgång 8 | Omgång 8             |
| -------------- | -------- | -------------------- |
| Lag 1          | Resultat | Lag 2                |
| Peñarol        | 6 – 2    | Defensor             |
| River Plate    | 1 – 0    | Montevideo Wanderers |
| Sud América    | 3 – 0    | Racing Club          |
| Central        | 2 – 2    | Bella Vista          |
| Rampla Juniors | 2 – 1    | Nacional             |

| Omgång 9    | Omgång 9 | Omgång 9             |
| ----------- | -------- | -------------------- |
| Lag 1       | Resultat | Lag 2                |
| River Plate | 0 – 4    | Rampla Juniors       |
| Peñarol     | 2 – 0    | Nacional             |
| Central     | 0 – 0    | Racing Club          |
| Defensor    | 1 – 0    | Sud América          |
| Bella Vista | 4 – 1    | Montevideo Wanderers |

| Omgång 10            | Omgång 10 | Omgång 10   |
| -------------------- | --------- | ----------- |
| Lag 1                | Resultat  | Lag 2       |
| Peñarol              | 3 – 1     | River Plate |
| Montevideo Wanderers | 0 – 0     | Racing Club |
| Defensor             | 1 – 1     | Bella Vista |
| Nacional             | 5 – 4     | Sud América |
| Rampla Juniors       | 4 – 0     | Central     |

| Omgång 11            | Omgång 11 | Omgång 11   |
| -------------------- | --------- | ----------- |
| Lag 1                | Resultat  | Lag 2       |
| Nacional             | 2 – 0     | River Plate |
| Montevideo Wanderers | 2 – 1     | Central     |
| Peñarol              | 0 – 0     | Sud América |
| Rampla Juniors       | 2 – 1     | Bella Vista |
| Racing Club          | 2 – 1     | Defensor    |

| Omgång 12            | Omgång 12 | Omgång 12   |
| -------------------- | --------- | ----------- |
| Lag 1                | Resultat  | Lag 2       |
| Montevideo Wanderers | 2 – 1     | Sud América |
| Nacional             | 6 – 0     | Racing Club |
| River Plate          | 1 – 0     | Bella Vista |
| Rampla Juniors       | 6 – 2     | Defensor    |
| Peñarol              | 1 – 1     | Central     |

| Omgång 13            | Omgång 13 | Omgång 13      |
| -------------------- | --------- | -------------- |
| Lag 1                | Resultat  | Lag 2          |
| Peñarol              | 1 – 0     | Rampla Juniors |
| Defensor             | 2 – 1     | River Plate    |
| Bella Vista          | 2 – 0     | Racing Club    |
| Montevideo Wanderers | 1 – 0     | Nacional       |
| Sud América          | 2 – 1     | Central        |

| Omgång 14      | Omgång 14 | Omgång 14            |
| -------------- | --------- | -------------------- |
| Lag 1          | Resultat  | Lag 2                |
| Central        | 1 – 0     | Nacional             |
| Rampla Juniors | 3 – 3     | Sud América          |
| Bella Vista    | 2 – 0     | Peñarol              |
| River Plate    | 2 – 1     | Racing Club          |
| Defensor       | 3 – 1     | Montevideo Wanderers |

| Omgång 15            | Omgång 15 | Omgång 15      |
| -------------------- | --------- | -------------- |
| Lag 1                | Resultat  | Lag 2          |
| Peñarol              | 1 – 0     | Racing Club    |
| Sud América          | 1 – 0     | Bella Vista    |
| Nacional             | 0 – 0     | Defensor       |
| Montevideo Wanderers | 2 – 1     | Rampla Juniors |
| River Plate          | 1 – 0     | Central        |

| Omgång 16      | Omgång 16 | Omgång 16            |
| -------------- | --------- | -------------------- |
| Lag 1          | Resultat  | Lag 2                |
| Peñarol        | 2 – 1     | Montevideo Wanderers |
| Defensor       | 6 – 0     | Central              |
| Rampla Juniors | 3 – 0     | Racing Club          |
| Nacional       | 0 – 0     | Bella Vista          |
| River Plate    | 1 – 0     | Sud América          |

| Omgång 17            | Omgång 17 | Omgång 17   |
| -------------------- | --------- | ----------- |
| Lag 1                | Resultat  | Lag 2       |
| Defensor             | 2 – 1     | Peñarol     |
| Montevideo Wanderers | 1 – 0     | River Plate |
| Sud América          | 2 – 0     | Racing Club |
| Central              | 1 – 0     | Bella Vista |
| Rampla Juniors       | 3 – 2     | Nacional    |

| Omgång 18      | Omgång 18 | Omgång 18            |
| -------------- | --------- | -------------------- |
| Lag 1          | Resultat  | Lag 2                |
| Rampla Juniors | 3 – 0     | River Plate          |
| Peñarol        | 2 – 0     | Nacional             |
| Central        | 1 – 1     | Racing Club          |
| Defensor       | 1 – 1     | Sud América          |
| Bella Vista    | 1 – 1     | Montevideo Wanderers |

| Omgång 19            | Omgång 19 | Omgång 19      |
| -------------------- | --------- | -------------- |
| Lag 1                | Resultat  | Lag 2          |
| Peñarol              | 3 – 1     | River Plate    |
| Montevideo Wanderers | 1 – 0     | Racing Club    |
| Bella Vista          | 3 – 1     | Defensor       |
| Nacional             | 2 – 0     | Sud América    |
| Central              | 2 – 0     | Rampla Juniors |

| Omgång 20            | Omgång 20 | Omgång 20      |
| -------------------- | --------- | -------------- |
| Lag 1                | Resultat  | Lag 2          |
| Nacional             | 2 – 1     | River Plate    |
| Montevideo Wanderers | 3 – 0     | Central        |
| Sud América          | 1 – 0     | Peñarol        |
| Bella Vista          | 1 – 0     | Rampla Juniors |
| Defensor             | 1 – 0     | Racing Club    |

| Omgång 21            | Omgång 21 | Omgång 21   |
| -------------------- | --------- | ----------- |
| Lag 1                | Resultat  | Lag 2       |
| Montevideo Wanderers | 2 – 1     | Sud América |
| Nacional             | 3 – 2     | Racing Club |
| River Plate          | 2 – 1     | Bella Vista |
| Rampla Juniors       | 3 – 2     | Defensor    |
| Peñarol              | 3 – 2     | Central     |

| Omgång 22   | Omgång 22 | Omgång 22            |
| ----------- | --------- | -------------------- |
| Lag 1       | Resultat  | Lag 2                |
| Peñarol     | 3 – 3     | Rampla Juniors       |
| Defensor    | 1 – 0     | River Plate          |
| Bella Vista | 2 – 0     | Racing Club          |
| Nacional    | 1 – 1     | Montevideo Wanderers |
| Central     | 2 – 0     | Sud América          |

| Omgång 23      | Omgång 23 | Omgång 23            |
| -------------- | --------- | -------------------- |
| Lag 1          | Resultat  | Lag 2                |
| Nacional       | 5 – 2     | Central              |
| Rampla Juniors | 3 – 3     | Sud América          |
| Peñarol        | 2 – 0     | Bella Vista          |
| River Plate    | 4 – 0     | Racing Club          |
| Defensor       | 0 – 0     | Montevideo Wanderers |

| Omgång 24      | Omgång 24 | Omgång 24            |
| -------------- | --------- | -------------------- |
| Lag 1          | Resultat  | Lag 2                |
| Peñarol        | 2 – 0     | Racing Club          |
| Bella Vista    | 1 – 1     | Sud América          |
| Nacional       | 3 – 1     | Defensor             |
| Rampla Juniors | 4 – 1     | Montevideo Wanderers |
| River Plate    | 2 – 1     | Central              |

| Omgång 25            | Omgång 25 | Omgång 25   |
| -------------------- | --------- | ----------- |
| Lag 1                | Resultat  | Lag 2       |
| Montevideo Wanderers | 1 – 0     | Peñarol     |
| Central              | 2 – 1     | Defensor    |
| Rampla Juniors       | 5 – 0     | Racing Club |
| Nacional             | 1 – 0     | Bella Vista |
| Sud América          | 2 – 1     | River Plate |

| Omgång 26            | Omgång 26 | Omgång 26   |
| -------------------- | --------- | ----------- |
| Lag 1                | Resultat  | Lag 2       |
| Peñarol              | 3 – 3     | Defensor    |
| Montevideo Wanderers | 2 – 1     | River Plate |
| Sud América          | 0 – 0     | Racing Club |
| Central              | 2 – 2     | Bella Vista |
| Rampla Juniors       | 0 – 0     | Nacional    |

| Omgång 27   | Omgång 27 | Omgång 27            |
| ----------- | --------- | -------------------- |
| Lag 1       | Resultat  | Lag 2                |
| River Plate | 2 – 2     | Rampla Juniors       |
| Peñarol     | 2 – 0     | Nacional             |
| Central     | 3 – 2     | Racing Club          |
| Defensor    | 3 – 1     | Sud América          |
| Bella Vista | 1 – 0     | Montevideo Wanderers |